# José Marcelo Ferreira
José Marcelo Ferreira (n. 25 iulie 1973, Oeiras, Piauí, Brazilia), cunoscut mai mult ca Zé Maria, este un fost fotbalist și actual antrenor de fotbal brazilian.
A jucat la nivel profesionist în Brazilia, Spania și Italia pe postul de fundaș dreapta sau mijlocaș.